# Vincent Nemeth
Pour les articles homonymes, voir Nemeth.
Vincent Németh est un acteur français, né le 4 août 1963 à Lille.

## Biographie
Né dans le Nord, de parents tous deux sculpteurs, Vincent Németh s'est d'abord formé au Conservatoire de Lille. En 1985, il intègre le Conservatoire national supérieur d'art dramatique (Promotion 1988). Depuis, il enchaîne les rôles tant au théâtre qu'au cinéma et à la télévision. Au cinéma, il apparaît entre autres dans Comment je me suis disputé… (ma vie sexuelle) d'Arnaud Desplechin en 1996, Rapt de Lucas Belvaux en 2009, Les Femmes du 6e étage de Philippe Le Guay en 2011, Francofonia d'Alexandre Sokourov en 2015 où il incarne Napoléon, Un sac de billes de Christian Duguay en 2017, Adults in the Room de Costa-Gavras en 2019, Le tableau volé de Pascal Bonitzer en 2023. À la télévision, il interprète un rôle récurrent dans Julie Lescaut, au début des années 2000. En 2018, il intègre la distribution de Demain nous appartient dans le rôle d'André, le père de Chloé Delcourt, joué par Ingrid Chauvin. En 2022 il tourne dans la nouvelle série de Scott Frank, Monsieur Spade, dans laquelle il interprète le Docteur Pouchol. Acteur polyglotte, d'origine hongroise par sa mère, il parle couramment l'anglais, l'italien, l'allemand et tourne avec de nombreux réalisateurs étrangers. 

### Théâtre
- 1984 : Les Argileux de et mis en scène par Claude Confortès, Palais des Glaces Paris
- 1986 : Haute surveillance de Jean Genet, mise en scène de Marc François, théâtre 13 Paris
- 1988 : Les Coréens de Michel Vinaver, mise en scène de Viviane Théophilidès, Festival d'Avignon 1988
- 1988 : Le camp de Pierre Bourgeade, mise en scène de Dominique Quéhec, Théâtre 14 Paris
- 1989 : Médée d'Euripide, mise en scène de Dominique Quéhec, Théâtre 13 Paris
- 1990 : La bonne âme du Se-Tchouan de Bertolt Brecht, mise en scène de Bernard Sobel, Théâtre de Gennevilliers
- 1990 : Le mystère de la chambre jaune de Gaston Leroux - Dominique Thomas, mise en scène de Gilles Cohen, Théâtre de la Tempête
- 1991 : Un fil à la patte de Georges Feydeau, mise en scène de Pierre Mondy, Tournée 1991
- 1991 : Charles XII de Bernard Da Costa, mise en scène de Pierre Santini, Théâtre des Boucles de Marne
- 1992 : Cinq Nô Modernes de Yukio Mishima, mise en scène de Dominique Quéhec, Amphithéâtre de l'Opéra Paris Bastille[4]
- 1992 : Kiss me Kate, comédie musicale de Cole Porter, mise en scène d'Alain Marcel, Grand Théâtre de Genève, Théâtre Mogador Paris 1993
- 1993 : La plaie et le couteau d'Enzo Cormann "Tombeau de Gilles de Rais", mise en scène d'Hervé Tougeron, Théâtre La Chamaille Nantes Tournée 1993
- 1994 : Monelle d'après "Le livre de Monelle" de Marcel Schwob, mise en scène d'Hervé Tougeron, Théâtre La Chamaille Nantes
- 1996 : Je rêve (mais peut être que non) de Pirandello, mise en scène de Grégoire Ingold, CFPTS de Bagnolet
- 1997 : Lunapark de Claude Delarue, mise en scène d'Alain Barsacq, Comédie de Béthune
- 1997 : Clavigo de Goethe, mis en scène d'Agathe Alexis, Comédie de Béthune, Théâtre 13 Paris[5]
- 2002 : Histoire d'amour de Jean-Luc Lagarce, mise en scène de Laurent Hatat, Théâtre du Nord Lille
- 2003 : L'affaire Elseneur (Le meurtre de Gonzague) de Nedjalko Jordanov, mise en scène Tatiana Stepantchenko, le Phénix Valenciennes, Théâtre Du Chêne Noir Avignon
- 2006 : Petit boulot pour vieux clown de Matei Visniec, mise en scène de Grégoire Ingold, Théâtre de Vienne, Théâtre de l'Astrée Villeurbanne
- 2006 : Sur le théâtre de Marionnettes de Heinrich von Kleist, mise en scène de Vincent Nemeth, Théâtre de L'Atalante
- 2008 : Othello de Shakespeare, mise en scène d'Éric Vigner. CNDB Théâtre de Lorient, Théâtre de l'Odéon, Tournée 2009
- 2010 : News trottoir de et mis en scène par Mélanie Rodrigues, Théâtre Essaïon Paris
- 2010 : Dialogues d'exilés de Bertolt Brecht - Mauricio Kagel, mise en scène de Jörn Cambreleng, Cité de la Musique[6]
- 2011 : Sunderland de Clément Koch, mise en scène de Stéphane Hillel, Théâtre de Paris
- 2016 : Cuisine diplomatique de Berty Cadhilac, mise en scène de Christine Renard, Cinévox Avignon
- 2019 : Nuit blanche de Jean-Pierre Delpont, mise en scène d'Alexis Desseaux, Théâtre d'Aurillac[7]

## Filmographie

### Cinéma
- 1985 : L'amour propre ne le reste jamais très longtemps de Martin Veyron
- 1986 : Paulette, la pauvre petite milliardaire de Claude Confortès
- 1986 : Jake speed de Andrew Lane : boyfriend
- 1989 : Un père et passe de Sébastien Grall : un voisin
- 1990 : Cyrano de Bergerac de Jean-Paul Rappeneau : premier poète chez Ragueneau
- 1996 : Comment je me suis disputé… (ma vie sexuelle) d'Arnaud Desplechin : l'ami
- 1996 : L'appartement de Gilles Mimouni : le barman
- 1997 : ...Comme elle respire de Pierre Salvadori : le policier
- 1998 : L'homme au masque de fer (The man in the iron mask) de Randall Wallace : le client du bordel
- 1998 : Si je t'aime, prends garde à toi de Jeanne Labrune : garçon restaurant
- 1999 : La tentation de l'innocence de Fabienne Godet : Jean-Bernard
- 2000 : Vatel de Roland Joffé : l'émissaire
- 2000 : Ça ira mieux demain de Jeanne Labrune : l'antiquaire
- 2001 : J'ai faim!!! de Florence Quentin : le sommelier
- 2002 : Comme un avion de Marie-France Pisier : l'avocat
- 2002 : Le Transporteur (The Transporter) de Louis Leterrier et Corey Yuen : le pilote
- 2003 : Bon voyage de Jean-Paul Rappeneau : le majordome
- 2005 : Combien tu m'aimes ? de Bertrand Blier : le garde du corps
- 2005 : Linge sale de Valentin Bardawil (court métrage) : Marc
- 2006 : Après l'océan d'Éliane de Latour : l'employé de la mairie
- 2007 : Sur ta joue ennemie de Jean-Xavier de Lestrade : le chauffeur de taxi
- 2008 : Coluche : L'Histoire d'un mec d'Antoine de Caunes : le directeur d'Antenne 2
- 2009 : Rapt de Lucas Belvaux : le juge
- 2009 : Coco avant Chanel d'Anne Fontaine : l'acteur au théâtre
- 2011 : Les Femmes du 6e étage de Philippe Le Guay : Monsieur Armand
- 2011 : Présumé Coupable de Vincent Garenq : le médecin de la prison
- 2012 : Cloclo de Florent-Emilio Siri : Bruno Coquatrix
- 2012 : Astérix et Obélix : Au service de Sa Majesté de Laurent Tirard : le Général Romain 1
- 2012 : Le Capital de Costa Gavras : Alain Faure
- 2013 : Les Opportunistes (Il capitale umano) de Paolo Virzì : l'avocat Pierret
- 2015 : Francofonia d'Alexandre Sokourov : Napoléon Bonaparte
- 2015 : Mon roi de Maïwenn : le pédopsychiatre
- 2015 : Comment c'est loin d'Orelsan et Christophe Offenstein : l'ami du père d'Arielle
- 2016 : Chocolat de Roschdy Zem : le journaliste
- 2016 : Stefan Zweig, Adieu l'Europe (Vor der Morgenröte) de Maria Schrader : Louis Pierard
- 2016 : Beyond the mist (Oltre la nebbia) de Giuseppe Varlotta : Armand Rubino
- 2017 : Un sac de billes de Christian Duguay : le professeur
- 2017 : Les ailes voilées (Le ali velate) de Nadia Kibout (court métrage) : Vincent
- 2017 : Les Grands Esprits d'Olivier Ayache-Vidal : le père de Gaspard
- 2019 : Deux fils de Félix Moati : le libraire
- 2019 : Adults in the Room de Costa-Gavras : Michel
- 2020 : #Jesuislà d'Éric Lartigau : le père de la mariée
- 2021 : Le Bal des folles de Mélanie Laurent : M. Prévost Roumagnac
- 2023 : Paradis à vendre (Paradiso in vendita) de Luca Barbareschi[8]: Didier Louis Colbert
- 2024 : Le Tableau volé de Pascal Bonitzer : Francis de Vierville

### Télévision

#### Téléfilms
- 2007 : Les Prédateurs de Lucas Belvaux : Serge Rongère
- 2008 : Coco Chanel de Christian Duguay : Jacques Doucet
- 2009 : La mort n'oublie personne de Laurent Heynemann : Vandier
- 2009 : Un souvenir de Jacques Renard : M. Sutton
- 2010 : Un mari de trop de Louis Choquette : Paul Vasseur
- 2015 : Arletty, une passion coupable d'Arnaud Sélignac : Hermann Göring
- 2015 : Flic tout simplement d'Yves Rénier : Professeur Rambert
- 2017 : Verbatims Episode 5 de Jean-Teddy Filippe : François Hollande
- 2021 : Je l'aime à mentir de Gabriel Julien-Laferrière : Jean-Noël
- 2022 : Le juge, la femme et la pain de Jean Berthier Docu-fiction : Clémenceau
- 2023 : Joyeux Noël de Jessica Harmon : Pierre

#### Séries télévisées
- 2000 - 2002 : Julie Lescaut : Brigadier-Chef Rivet
- 2002 : Joséphine, ange gardien épisode Nadia : Nono, le teinturier
- 2008 : Les Bougon de Sam Karmann : Docteur Devaux
- 2010 : Platane d'Éric Judor : Alain
- 2016 : Joséphine, ange gardien épisode Le secret de Gabrielle : Docteur Lancel
- 2017 : Profilage épisode Le prisonnier partie 1 et 2 : Vincent Langlois
- 2018 : Mystère à La Sorbonne de Léa Fazer : Collègue Garbot
- 2018 - 2020 : Demain nous appartient : André Delcourt (épisodes 347 à 401 & 601 à 747)
- 2019 : Kidnapping (DNA) de Torleif Hoppe : L'avocat des Moreau
- 2020 : Family Business de Igor Gotesman : Le procureur
- 2022 : Cannes police criminelle de Camille Delamare : François Fontaine
- 2023 : HPI (saison 3, épisode 8 Kikeriki de Djibril Glissant) : Hervé Lemerle
- 2024 : Mister Spade de Scott Frank (série télévisée) : Dr Simon Pouchol

## Doublage

### Cinéma
- 2001 : Nadia : Duty Sergeant (Steve Pemberton)
- 2004 : Aviator : l'annonceur radio (Arthur Holden)
- 2007 : Erik Nietzsche, mes années de jeunesse : Bent (Troels Lyby)
- 2012 : Shadow Dancer : Ian Gilmore (Stuart Graham (en))
- 2013 : Nebraska : Ross Grant (Bob Odenkirk)
- 2023 : Maestro : Serge Koussevitzky (Yasen Peyankov)

### Série télévisée
- 2009-2012 : Fringe : Brandon Fayette (Ryan McDonald)

### Téléfilms
- 2018 : L'amant secret : Roy Klumb (Alex Ball)
- 2019 : Quand Harry épouse Meghan : mariage royal : Sir Leonard Briggs (James Dreyfus)